# 济公斗蟋蟀
《济公斗蟋蟀》是一部中国上海美术电影制片厂制作的剪纸动画片，根据中国小说《济公传》的第二百四十一回改编。

## 剧情简介
罗公子有一只蟋蟀，帮助罗公子在斗蟋蟀中赢了很多钱，在罗公子府内的一位张木匠，好奇地去偷看了那只蟋蟀。但却不小心将蟋蟀放跑。罗公子知道后很生气，命人将张木匠打了一顿，并要求张木匠三日之内找到蟋蟀，否则要赔偿一千两银子。张木匠想不出办法，欲投河自尽，被济公救起。济公佛向张木匠要了三个钱，买了一只快要死的蟋蟀，同木匠一起找到了罗公子。在罗公子面前，济公的用他买来的蟋蟀斗败了罗公子的大公鸡。罗公子十分喜爱这只蟋蟀，花了五百两银子将其买下，济公又将这五百两银子接济给了张木匠。罗公子买到蟋蟀后，视之为珍宝。一日，蟋蟀突然从盆里跳出，在罗府中东躲西藏，罗公子命人拆墙撬砖的寻找，但直到把整个罗府的房屋都拆塌了，也未能将蟋蟀逮到……